# Antonio Tizzano
Antonio Tizzano (* 1. Januar 1940 in Neapel) ist ein italienischer Jurist und Richter. Von 8. Oktober 2015 bis 8. Oktober 2018 war er Vizepräsident des Europäischen Gerichtshofs (EuGH).

## Werdegang
Antonio Tizzano wurde am 1. Januar 1940 in der italienischen Hafenstadt Neapel geboren. Im Jahr 1962 beendete er das Studium der Rechte an der Universität Neapel. Von 1962 bis 1967 war er in der Folge Universitätsassistent am Lehrstuhl für Internationales Recht an der Rechtswissenschaftlichen Fakultät der Universität Neapel. An ebendieser Fakultät erwarb er im Jahr 1967 schließlich auch die Lehrbefugnis (venia legendi) für Internationales Recht.
Von 1967 bis 1972 nahm Tizzano in der Folge eine erste Lehrverpflichtung als Professor für Internationales Recht an der Nationalen Universität Somalias in der somalischen Hauptstadt Mogadischu an. 1969 nahm er parallel dazu eine Stelle an der Politikwissenschaftlichen Fakultät der sizilianischen Universität Catania als Professor für Europarecht an. 1976 bis 1982 war er Direktor des Departments für Politik- und Sozialwissenschaftliche Studien sowie von 1977 bis 1979 Mitglied des Verwaltungsrats dieses Instituts.
Im Jahr 1969 nahm Antonio Tizzano darüber hinaus auch eine Lehrverpflichtung als Professor für Internationales Recht an der Politikwissenschaftlichen Fakultät der Universität Neapel L’Orientale an und lehrte dort bis 1979, ehe er als Ordinarius auf den Lehrstuhl für Europarecht an der Rechtswissenschaftlichen Fakultät der Universität Neapel berufen wurde. Seit 1993 lehrt Antonio Tizzano an der Wirtschaftswissenschaftlichen Fakultät der römischen Universität La Sapienza als Professor für Europäisches Recht. Von 1984 bis 1992 war Tizzano des weiteren Rechtsberater der Ständigen Vertretung der Republik Italien bei den Europäischen Gemeinschaften sowie mehrfach Mitglied der italienischen Delegationen bei Verhandlungen über Beitritte und Vertragserweiterungen der Europäischen Gemeinschaften. 1999 wurde er in die Gruppe unabhängiger Sachverständiger zur Überprüfung der Finanzen der Kommission der Europäischen Gemeinschaften berufen.
Am 7. Oktober 2000 wurde Antonio Tizzano zum Generalanwalt am Europäischen Gerichtshof bestellt. Mit 4. Mai 2006 wurde Tizzano Richter am Europäischen Gerichtshof und übernahm dort am 6. Oktober 2009 den Vorsitz über die Erste Kammer des Gerichtshofs. Vom 8. Oktober 2015 bis zu seinem Ausscheiden aus dem Gerichtshof am 6. Oktober 2018 fungierte Antonio Tizzano als Vizepräsident des Europäischen Gerichtshofs. Seine Nachfolgerin als italienische Richterin am EuGH wurde am 8. Oktober 2018 Lucia Serena Rossi.